# Acropsopilio boopis
Espèce
Synonymes
- Caddo boopis Crosby, 1904

Acropsopilio boopis est une espèce d'opilions dyspnois de la famille des Acropsopilionidae.

## Distribution
Cette espèce se rencontre aux États-Unis dans les États de New York, du Connecticut, du Maine, du Wisconsin, du Michigan, de l'Indiana, de l'Ohio et de Caroline du Nord, au Canada au Québec et en Ontario et au Japon,,.

## Description
La femelle syntype mesure 1 mm de long et 0,6 mm de large.
La femelle décrite par Shear en 1975 mesure 0,91 mm.
Cette espèce est parthénogénétique.

## Systématique et taxinomie
Cette espèce a été décrite sous le protonyme Caddo boopis par en Crosby, 1904. Elle est placée dans le genre Acropsopilio par Shear en 1975.

## Publication originale
- Crosby, 1904 : « Notes on some phalangids collected near Ithaca, N. Y. » Journal of the New York Entomological Society, vol. 12, no 4, p. 253-256 (texte intégral).